# Limnebius ibericus
Limnebius ibericus är en skalbaggsart som beskrevs av Balfour-browne 1978. Limnebius ibericus ingår i släktet Limnebius och familjen vattenbrynsbaggar. Inga underarter finns listade i Catalogue of Life.